# Pozla
 (octobre 2018).
Si vous disposez d'ouvrages ou d'articles de référence ou si vous connaissez des sites web de qualité traitant du thème abordé ici, merci de compléter l'article en donnant les références utiles à sa vérifiabilité et en les liant à la section « Notes et références ».
Pozla, né Rémi Zaarour à Amiens en 1982, est un artiste franco-libanais, réalisateur de dessins animés, auteur et dessinateur de bandes dessinées et designer. Il est à la fois scénariste, illustrateur et coloriste.

## Biographie
Pozla tient son pseudonyme de ses années graffiti. Après un bac arts appliqués à Amiens, il étudie le dessin d'animation à l'ESAAT de Roubaix puis à l'école de l'image des Gobelins à Paris.
Il est successivement designer, animateur et réalisateur. Il participe aux films Persepolis, Un monstre à Paris, Le Chat du rabbin et Ernest et Célestine. Il réalise courts métrages, génériques, clips, et co-réalise notamment la saison 2 de la série Lascars, puis il signe le générique du long métrage du même nom.  
Dans le domaine de l'art urbain, il fait des collaborations avec Alëxone, Moke ou la revue Hey!.
En 2008, il crée avec son collègue Eldiablo la série Monkey Bizness, dont le second volume est distingué par le prix Charlie Shlingo à Festival international de la bande dessinée d'Angoulême en 2014. 
Atteint d'une maladie de Crohn sévère diagnostiquée tardivement, il tire de ses nombreux passages à l'hôpital un roman graphique d'environ 400 pages, Carnet de santé foireuse. Ce livre est récompensé par le prix spécial du jury, de nouveau à Angoulême en 2016,.
Il réside aujourd'hui (2021) dans le Val-d'Oise.

## Publications
- Monkey bizness, scénario d'ElDiablo, Ankama Éditions, collection Label 619

1. Arnaque, bananes et cacahuètes, 2010
2. Les cacahuètes sont cuites, 2013 - Prix Schlingo au festival d'Angoulême 2014
3. La Banane du futur, 2017

- Carnet de santé foireuse, Delcourt, 2015 - Prix spécial du jury du Festival d'Angoulême 2016
- Les Petits Polars, Le Monde et la SNCF, 2015, collectif[5]
- L'Homme qui courait après sa chance[6], Delcourt, 2020  (ISBN 978-2413026631)